# 13922 Kremenia
13922 Kremenia è un asteroide della fascia principale. Scoperto nel 1985, presenta un'orbita caratterizzata da un semiasse maggiore pari a 2,6212000 UA e da un'eccentricità di 0,1417515, inclinata di 3,66792° rispetto all'eclittica.